# Hopliocnema brachycera
Hopliocnema brachycera är en fjärilsart som beskrevs av Oswald Beltram Lower 1897. Hopliocnema brachycera ingår i släktet Hopliocnema och familjen svärmare. Inga underarter finns listade i Catalogue of Life.